# IBM PC/AT
 IBM Personal Computer AT (модель 5170, скорочено IBM AT або PC/AT) був випущений у 1984 році як четверта модель у лінійці персональних комп’ютерів IBM після IBM PC/XT та його варіанту IBM Portable PC. Він був розроблений навколо мікропроцесора Intel 80286.

## Процесор, пам'ять і системна шина
Із застосуванням процесора Intel 80286 був пов'язаний перехід на шину AT bus: 16-розрядну шину даних, 24-бітну шину адреси, що дозволяло адресувати до 16 мегабайт оперативної пам'яті (у порівнянні з 640 кбайт оригінальної моделі IBM PC). При цьому забезпечувалася сумісність з платами старого зразка (шина даних — 8 біт, шина адреси — 20 біт).
У оригінальному IBM PC/AT мікропроцесор працював на частоті 6 МГц, таким чином тривалість одного системного такту становила 167 нс. Передавання 16 біт по системній шині займало три такти (500 нс) — два власне для обміну, і один для wait state.

## BIOS
На материнській платі з'явилася батарейка для живлення мікросхеми CMOS, в пам'яті якої, ємністю 50 байт, знаходився вміст годин реального часу. Спочатку IBM PC не мав такої пам'яті і користувачеві, щоб уникнути встановленої за замовчуванням дати 01/01/1980, доводилося або встановлювати дату і час самостійно, за допомогою команд Time і Date, або встановлювати в слоти розширення карту з годинником реального часу.
Програма налаштування BIOS, що знаходиться на диску, зайняла місце DIP-перемикачів, які конфігурують IBM PC і IBM PC/XT.
У більшості клонів IBM PC/AT програма налаштування BIOS розміщувалася в постійній пам'яті, яка працювала швидше, ніж диск.

## Клавіатура
З IBM PC/AT поставлялася 84-клавішна клавіатура: 84-ю кнопкою стала SysRq (System Request); цифрова клавіатура тепер розміщувалася окремо від основного блоку клавіш; додалися світловипромінюючі діоди як індикатори Caps lock / Scroll Lock / Num lock. Клавіатура IBM PC/AT використовувала той же 5-контактний круглий DIN-з'єднувач, що і клавіатура IBM PC, з тією тільки різницею, що в ній тепер використовувався двонаправлений інтерфейс (у клавіатурах IBM PC і IBM PC/XT дані передавалися лише в один бік, від клавіатури до комп'ютера) і з'явився інший набір скан-кодів. Двонаправлений інтерфейс дозволив комп'ютеру керувати індикаторами на клавіатурі, проводити перезапуск контролера клавіатури i8042, встановлювати швидкість обміну тощо. Пізніше IBM PC/AT отримали 101-клавішні клавіатури.

## Дискові накопичувачі
Для зберігання даних тепер застосовувалися 5¼ " дисководи з підтримкою дискет ємкістю 1.2 Мбайта (15 секторів по 512 байт, 80 доріжок, дві сторони), тоді як минуле покоління IBM PC забезпечувало обсяг не більше 360 кбайт. Незабаром на IBM PC/AT стали доступні і дисководи 3½ ".
Жорсткий диск ємністю 20 Мбайт був удвічі швидшим (40 мс), ніж у попередньої моделі, IBM PC/XT, але ранні моделі твердих дисків, вироблені Computer Memories (CMI), мали 25-30 % виходів з ладу протягом року експлуатації. Частково це відбувалося через помилку в алгоритмі FAT, яким користувалася MS-DOS 3.0 під час паркування головок читання/запису в момент вимикання комп'ютера.

## Відеоадаптер і монітор
Ранні IBM PC/AT (1984—1986 років випуску) оснащувалися монохромним відеоадаптером MDA, кольоровими CGA, EGA або PGA. Моделі, випущені пізніше (після 1987 року), оснащувалися тільки контролером VGA, зворотньо сумісним з режимами EGA і CGA. Опціонально для професійної роботи з графікою можна було замовити відеоадаптер PGC (Professional Graphics Controller) вартістю $ 4290, здатний виводити до 256 кольорів на екран монітора з роздільною здатністю 640х480 пікселів, а також з підтримкою 2D і 3D прискорення для програм автоматизованого проектування і розрахунку.

## Операційна система
Подібно до свого попередника IBM PC, IBM PC/AT підтримує додатковий математичний співпроцесор Intel 80287 для більш швидкого виконання операцій з числами з рухомою комою.
IBM PC/AT був обладнаний блокуванням з циліндричнім ключем, який можна було використовувати для запобігання доступу до комп'ютера через відключення клавіатури.
Для підтримки всього цього різноманіття інновацій, включаючи підтримку мережі в ядрі, довелося серйозно доопрацювати операційну систему, яка вийшла під назвою PC-DOS 3.0. У цей же час з'явилася операційна система OS/2.